# Народна скупштина у Београду (2 – 17. јуна 1903)
Први акт владе Краљевине Србије, образоване после 29. маја 1903, био је да у заседање сазове Народно представништво, Сенат и Народну скупштину, чије су законодавне одлуке биле врло нужне. Влада је одмах вратила на снагу Устав из 1901 године, са свим органским законима који су му припадали, a једним указом заказане су седнице законодавног тела за 2. јуни 1903. На изборима од 19. маја 1903 било је изабрано ново Народно представништво, које се још није конституисало; влада је, стога, позвала оно Народно представништво које му је претходило и које је било распуштено прокламацијом Краља Александра од 25. марта 1903, приликом привременог суспендовања Устава.
Скупштинску седницу отворио је привремени добни председник, после чега је извршен избор председништва. За председника Народне скупштине изабран је Аца Станојевић, за 1 потпредседника Стојан Рибарац, за II потпредседника Љуба Стојановић, a за секретаре изабрани су Љуба Давидовић, Иван Павићевић, Настас Петровић, Коста Стојановић и Светомир Карамарковић.
Председник Скупштине Аца Станојевић, заузевши председничко место, нагласио је да Скупштину чека један врло одговоран посао: избор новог Краља. Председник владе Јован Авакумовић прочитао је владину декларацију о догађају од 29. маја. Народна скупштина приредила је манифестације војсци „која је извршила једно дело којим су завршене све оне несреће и беде које су падале на Српски народ а долазиле, по несрећи, одозго, с престола."
Посланик Настас Петровић предложио је да Народна скупштина на владину декларацију одмах одговори да „прихвата и са одушевљењем поздравља ново стање које је створено, и сложно, једнодушно, прокламује потпуну заједницу мисли и осећања између Српског народа и целокупне српске војске." Скупштина је, акламирајући владу и војску, једногласно усвојила овај предлог.
Скупштина је затим усвојила предлог Стојана Рибарца и једногласно одлучила да се на снагу врати Устав од 22. децембра 1888, и сви политички закони који су по њему донесени, са изменама и допунама које су потребне према приликама у земљи. које ће се тек донети у току рада овога сазива.
У исто време заседао је и Сенат који се конституисао под председништвом П. Велимировића, саслушао владин акт о догађају од 29. маја и примио га са мотивацијом која је истоветна по смислу са мотивацијом Народне скупштине. Сенат је, такође, донео одлуку о враћању на снагу Устава из 1888.
Истога дана y 12 часова отворена је свечана седница Народног представништва, под председништвом председника Сената Пере Велимировића, y дворани Новог двора. Међу народним представницима владало је свечано расположење: требало је да се приступи једном историјском акту, избору новог Краља са правом наслеђа нове династије. Председник је објавио да ће се гласати јавно, поименично, према прозивци, и позвао секретара Скупштине Љубомира Давидовића да изврши прозивку. Сала се тога часа проломила од усклика „Живео Петар Карађорђевић, Краљ Српски!" Гласање је ишло брзо, и свих 158 чланова Народног представништва дали су глас за Петра Карађорђевића коме је Народно представништво и даље бурно манифестовало.
Једним телеграмом председништва Народног представништва Краљ Петар обавештен је о избору. У току заседања Народног представништва које је продужено целога дана стигао је и одговор новог Краља којим топло захваљује Народном представништву на поверењу.
Заседање Народног представништва продужено је после подне, којом приликом је одлучено да y Женеву отпутује једна депутација од 14 чланова Народног представништва, да Краљу Петру преда акт о избору и допрати га у земљу. Сем тога Скупштина је изабрала и један одбор од девет лица коме је стављено у дужност да прегледа и поднесе извештај о предлогу Устава који је у Народном представништву требало да буде донесен пре доласка Краља Петра. Исто тако одлучено је да депутација Народног представништва не путује за Женеву, где је боравио нови Краљ, пре него што се посао око доношења Устава не сврши.
После неколико дана одбор је завршио рад на предлогу Устава који је после тога изгласан без велике дискусије у оба дома Народног представништва.
Дана 17. јуна 1903. указом Краља Петра I завршен је овај ванредни сазив Народног представништва. Према одредбама новог Устава који је понео назив Устава из 1903, дводомни систем био је укинут: Сената више није било. Србија је ушла y једну нову политичку, уставну и парламентарну еру која ће трајати дуго и из основа препородити културни, економски и политички живот земље. Са слободоумним Уставом из 1903. на који се Краљ Петар заклео одмах по доласку у земљу, Краљевина Србија ушла је и у велике ослободилачке ратове, не суспендујући ни једну од уставних одредаба чак ни онда када је после албанске трагедије била присиљена да, y изгнанству, организује државни живот и припреми оне догађаје који ће довести до пробоја Солунског фронта и уједињења свих Срба, Хрвата и Словенаца y једну слободну и независну државу.